# Santa María Norte
Santa María Norte é uma comuna da Argentina localizada no departamento de Las Colonias, província de Santa Fé.
As principais atividades econômicas giram em torno de pecuária (laticínios, produção laticínios) e agricultura (soja e trigo) .

## Padroeiro
- 15 de setembro: Nossa Senhora das Dores